# Pulsní oxymetrie

Pulzní oxymetr

Pulsní oxymetrie je neinvazivní metoda monitorování kyslíkové saturace, která poskytuje informaci o problémech s transportem kyslíku do tkání. Je to důležitý parametr využívaný po celém světě například na jednotkách intenzivní péče, ambulantních pracovištích, operačních sálech, novorozeneckých odděleních, ale i v domácí péči nebo veterinární medicíně.

## Metoda pulsní oxymetrie
Hodnota kyslíkové saturace je udávána jako procentuální poměr koncentrace oxyhemoglobinu vůči celkové sumě koncentrací hemoglobinu ve všech formách (tj. redukovaný hemoglobin, oxyhemoglobin, karboxyhemoglobin a methemoglobin). Toto je možné zapsat jednoduchou rovnicí:
{\displaystyle SO_{2}={{c(O_{2}Hb)} \over {c(RHb)+c(O_{2}Hb)+c(COHb)+c(MetHb)}}}
Metoda pulsní oxymetrie zjednodušuje tento obecný případ. Využívá měření pouze na dvou vlnových délkách, které jsou ve spektru od sebe vzdálené s dostatečnou rezervou a navíc na opačných stranách od bodu, kdy je stejná absorbance {\displaystyle RHb} a {\displaystyle O_{2}Hb}. Z technického hlediska se jedná o velké zjednodušení, avšak z hlediska diagnostického se může stát, že přestože přístroj bude hlásit normální hodnotu saturace, skutečné okysličení organismu bude na kritické hodnotě.
V normálním případě se naprostá většina hemoglobinu vyskytuje ve dvou stavech, a to jako redukovaný hemoglobin a oxyhemoglobin. Proto vliv karboxyhemoglobinu a methemoglobinu na výpočet celkové periferní kyslíkové saturace zanedbáme. Vztah pro kyslíkovou saturaci je potom dán
{\displaystyle SpO_{2}={{c(O_{2}Hb)} \over {c(RHb)+c(O_{2}Hb)}}}

## Rizika špatného vyhodnocení
Popisované zjednodušení metody však s sebou přináší možná rizika. Typickým příkladem je otrava organismu oxidem uhelnatým (vysoká koncentrace COHb) nebo nízká koncentrace hemoglobinu při těžké anémii (chudokrevnost). V obou těchto případech vyšetření podá falešnou hodnotu, právě proto, že metoda pulsní oxymetrie zanedbává vliv některých forem hemoglobinu (především karboxyhemoglobinu).
Zejména otrava oxidem uhelnatým je touto metodou těžko rozpoznatelná. Oxid uhelnatý se váže na redukovaný hemoglobin i jeho některé další formy. Tato vazba je reversibilní, ale zároveň velmi silná (na hemoglobin se oxid uhelnatý váže nejméně 200x silněji než kyslík), a proto jeho odstranění z krve trvá mnoho hodin až dní. Oxid uhelnatý tak zabraňuje navázání a tedy i přenosu kyslíku krevním řečištěm. Proto je pro organismus velmi jedovatý. Příznaky otravy jsou patrné již při přeměně 10 % až 20 % hemoglobinu na karboxyhemoglobin, smrt nastává při přeměně cca 60 %. Protože pulsní oxymetr vliv karboxyhemoglobinu zanedbává, při změření postiženého pacienta bychom změřili normální hodnotu kyslíkové saturace.

## Výpočet krevní kyslíkové saturace
Použitou metodou snímání nelze přesně určit hodnotu absorpce. Je proto vhodnější pracovat s normalizovanými veličinami místo jejich absolutních hodnot. Je to možné především díky tomu, že krevní kyslíková saturace je pouze poměrová veličina, není zde tedy nutná žádná přesně stanovená, naměřená hodnota. Normalizovaný poměr R je dán podílem absorpce prosvěcované tkáně pro červené světlo vůči absorpci prosvěcované tkáně pro infračervené světlo.
Po matematické úpravě a dosazení koeficientů je možné nalézt teoretickou převodní charakteristiku mezi kyslíkovou saturací a normalizovaným poměrem. V tkáni se však uplatňuje značný vliv světelného rozptylu, který tento teoretický vztah mění.
Empirickou křivku můžeme aproximovat pro {\displaystyle SpO_{2}} přibližným algebraickým vztahem, v nejjednodušším případě se pro převod užívá lineární vztah, který platí poměrně přesně (s odchylkou maximálně 2 %) pouze pro vyšší hodnoty {\displaystyle SpO_{2}} (vyšší než cca 50 %).
{\displaystyle SpO_{2}=110-25R}
kde R je normalizovaný poměr střídavých složek. Jelikož v případě použití pulsních oxymetrů v nemocniční péči alarm spouštíme již při saturaci nižší než cca 85 %, je možné pro běžné potřeby tohoto vztahu využít.
Abychom normalizovaný poměr mohli získat z naměřených signálů, je třeba si uvědomit, že proud snímací fotodiodou je lineárně závislý na absorpci jednotlivých světel. K praktickému výpočtu normalizovaného koeficientu R se využívá skutečnost, že absorpce záření se skládá z pulzující a konstantní složky, koeficient je pak dán
{\displaystyle R={{{{\partial I_{R}} \over {\partial t}} \over {I_{R}}} \over {{{\partial I_{IR}} \over {\partial t}} \over {I_{IR}}}}={{{AC_{R}} \over {DC_{R}}} \over {{AC_{IR}} \over {DC_{IR}}}}}

## Funkce
Pulsní oxymetr vyhodnocuje kyslíkovou saturaci
periferního arteriálního krevního řečiště
měřením množství světla procházejícího
skrz dobře prokrvené části těla,
například prst nebo ušní lalůček,
u kojenců chodidlo.

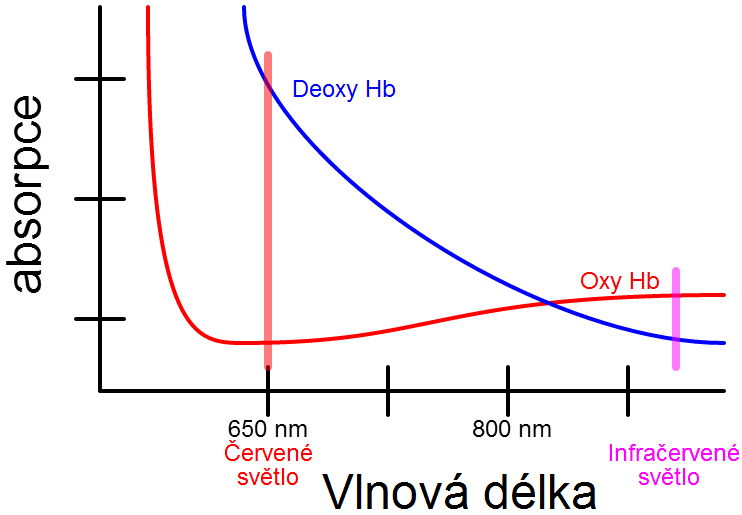
Absorpční spektrum hemoglobinu

Běžný pulsní oxymetr používá dvojici malých LED diod,
které svítí směrem k fotodiodě skrz průsvitnou část
pacientova těla.
Jedna dioda je červená s vlnovou délkou okolo 660 nm
a druhá je infračervená s vlnovou délkou okolo 940 nm.
Absorpce světla na těchto vlnových délkách
se významně liší v závislosti na nasycení krve kyslíkem.
Redukovaný hemoglobin propouští více
infračerveného světla a absorbuje více
červeného světla, zatímco u oxyhemoglobinu
je tomu přesně naopak.
Diody blikají asi třicetkrát za sekundu, což umožňuje,
aby fotodioda reagovala na červené a infračervené světlo zvlášť.
Množství propuštěného světla je změřeno
a výsledkem jsou dva normalizované signály
pro každou vlnovou délku zvlášť.
Tyto signály v čase kolísají,
protože množství přítomné arteriální krve pulsuje
v závislosti na srdečním tepu.
Odečtením minima od špičkové hodnoty propuštěného světla,
u obou vlnových délek, se potlačí vliv propustnosti
tkání a venózní krve.
Poté je procesorem vypočten poměr mezi změřenými hodnotami
pro červené a infračervené světlo.
Tento poměr reprezentuje poměr mezi množstvím
oxyhemoglobinu a redukovaného hemoglobinu,
který je následne procesorem převeden na hodnotu periferní
kyslíkové saturace SpO2 pomocí vyhledávací tabulky.